# 에벤에셀 플레이스

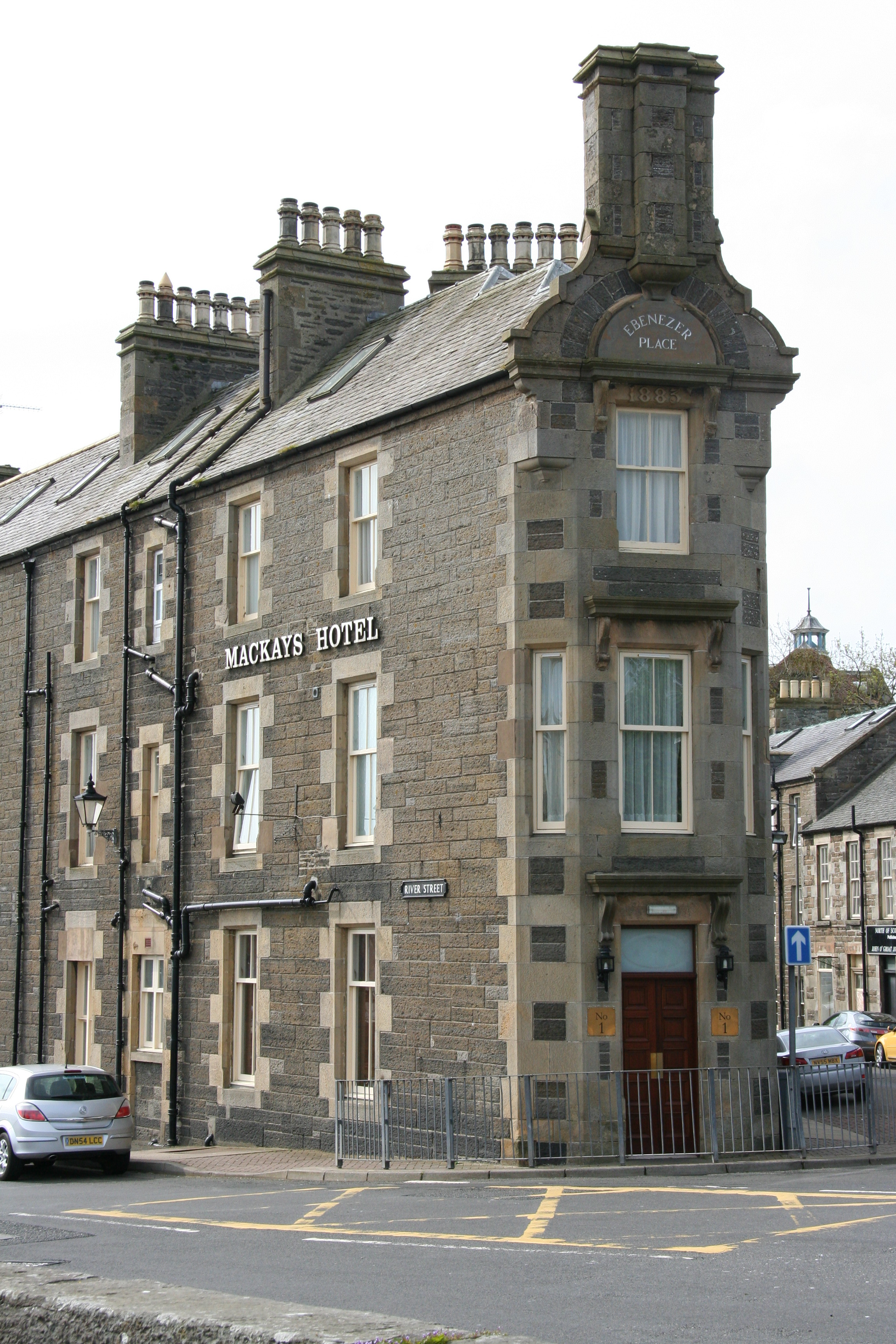

에벤에셀 플레이스(Ebenezer Place)는 스코틀랜드 갈리브주 윅에 있는, 2.06m(6ft 9in)로 세계에서 가장 짧은 길거리로 기네스북에 등재되었다. 거리에는 주소가 하나뿐이다. 맥케이스 호텔의 일부인 넘버 1 비스트로 입구이다. 호텔은 유니온 스트리트와 리버 스트리트에 다른 정면을 두고 있으며, 정문은 유니온 스트리트에 있다.
에벤에셀 플레이스는 1883년에 1 에벤에셀 플레이스가 건설되면서 시작되었다. 건물 주인은 호텔의 가장 짧은 면에 이름을 표시하라는 지시를 받았다. 1887년에 공식적으로 거리로 지정되었다.
에벤에셀 플레이스는 맥케이스 호텔 건물의 소유주가 새로운 비스트로에 입장한 후인 2006년에야 기네스북에 등재되었다. 이는 영국 배컵의 엘진 스트리트(Elgin Street)가 보유했던 5.2m(17피트)의 이전 기록을 대체했다.